# GSG 9

A GSG 9 jelvénye

A Grenzschutzgruppe 9 (magyarul 9. Határőrcsoport), rövidítve GSG 9 Németország különlegesen képzett terrorelhárító alakulata.

## Története
Megszervezése szorosan összefonódik az 1972. évi müncheni olimpián történt véres tragédiával. Itt ugyanis palesztin terroristák egy csoportja túszul ejtett 11 izraeli sportolót. Szabadon bocsátásuk fejében azt követelték, hogy engedjék szabadon 200, Izraelben bebörtönzött társukat. Két túszt azonnal megöltek, további kilenc túszt a müncheni repülőtéren, a balul sikerült túsz-szabadítási akció során öltek meg. A vizsgálatok megállapították, hogy a német rendőrség az akciót felkészületlenül és szakszerűtlenül kísérelte meg, ez vezetett a tragédiához.
Ezért megalakítottak és nyomban elkezdtek kiképezni egy új különleges kommandót, GSG-9 kódnév alatt, amelynek két akciócsoportja már 1973-ra készen állt. Első vezetőjük Ulrich Wegener, az NSZK terrorelhárítási tanácsadója volt. Leghíresebb bevetésük 1977-ben, Szomália fővárosában, Mogadishuban volt, ahol egy 4 terrorista által eltérített Lufthansa-gépet foglaltak vissza.

## Szervezeti felépítése
Kötelékükben 250 határőr szolgál, akik önkéntesen jelentkezhetnek a GSG 9-be. Három harci egységük működik: az első (GSG-9/1) egy városi harcászatra és terrorelhárításra képzett alakulat, 100 taggal; a második (GSG-9/2) egy tengeri terrorelhárító különítmény.
Kiképzésük és feladataik nagyjából megegyeznek az amerikai SEAL-ével. Ők is 100 kommandóssal szolgálnak. A harmadik (GSG-9/3) pedig egy 50 fős légideszant-alakulat. Tartalékukat képezi egy különlegesen kiképzett harcihelikopterpilóta-osztag.
A kiképzésük 1,5 évig tart. Az első fél év egy fizikai és lélektani alkalmassági vizsga, aki itt megfelelt, az vehet részt a további egyéves képzésben. A jelentkezők csak mintegy 25-30%-a tudja teljesíteni a követelményeket. Specializációs területeik: robbantás, mesterlövészet, hírközlés, hírszerzés stb. Szorosan együttműködnek hasonló célú külföldi alakulatokkal is.

## Külső hivatkozások
- https://web.archive.org/web/20070927235451/http://www.bundespolizei.de/cln_029/nn_483418/DE/BPOLP__West/GSG9/gsg9__node.html__nnn=true